# 江鵝
江鵝（1975年—），台灣女性作家，臺南人，畢業於輔仁大學德文系，畢業後從事德文翻譯，電視劇《俗女養成記》、《俗女養成記2》的原著作者，經營Facebook粉絲專頁「可對人言的二三事」，寫作外也從事人類圖解析與教學。